# Salomon Keil
Salomon Keil (ur. 7 września 1884 w Tarnowie, data i miejsce śmierci nieznane) – polski architekt projektami związany ze Lwowem. 

## Życiorys
Pochodził z rodziny kupieckiej tarnowskich Żydów. Od 1905 do 1911 studiował na Wydziale Budownictwa Politechniki Wiedeńskiej, po ukończeniu nauki zamieszkał we Lwowie. Według badaczki dziejów Lwowa Julii Bogdanowej był pracownikiem urzędu miasta, radnym miejskim i autorem ostatniego przedwojennego planu miasta, który sporządzono w 1938. Jego biuro architektoniczne mieściło się przy ulicy Andrzeja Potockiego 53 (Generała Tarasa Czuprynki), a mieszkał przy ówczesnej ulicy Jana Cieplaka 5 (Wasiła Żukowskiego). Po wkroczeniu Armii Czerwonej prawdopodobnie na zlecenie „DIPROMISTO” rozpoczął prace nad stworzeniem według wytycznych Ołeksandra Kasjanowa pierwszego radzieckiego planu perspektywicznego rozwoju Lwowa. Pracy tej nie ukończył przed wkroczeniem wojsk niemieckich, dalsze jego losy nie są znane.

## Dorobek architektoniczny
- Kamienica przy ulicy Andrieja Sacharowa 28 (Wulecka) /1935/;
- Zespół budynków mieszkalnych przy ulicy Petra Doroszenki 51-53-55-57-59 (Sykstuska, od 1938 Obrońców Lwowa), współautorzy Ryszard Hermelin, Jakub Menker, Henryk Sandig /1934-1937/;
- Domy mieszkalne przy ulicy Borysa Romanickiego 14, 16 (Jacka Malczewskiego) /1936-1937/;
- Budynek mieszkalny przy ulicy Andrieja Sacharowa 24 (Wulecka), współautor Władysław Limberger /1936-1937/;
- Przebudowa kamienic przy ulicy Halickiej 15 i 17 /1935-1936/.